# Bučkovići (Čajniče, BiH)
Bučkovići su naseljeno mjesto u općini Čajniču, Republika Srpska, BiH. Nalaze se na istočnoj obali rječice Batovke, kod izvorišta, između Batova i Glamočevića.
Godine 1985. pripojeni su naselju Glamočevićima (Sl.list SRBiH, br.24/85).
U općini Čajniču postoje dva naselja imena Bučkovići. Oba pripadaju dostavnoj pošti Miljenom. Radi razlikovanja, 1955. Bučkovići na rječici Bezujanci, koji su bliže Miljenom, preimenovani su u Bučkoviće na Bezujanci.

## Stanovništvo
| Narod     | Popis 1961. | Popis 1971. | Popis 1981. |
| --------- | ----------- | ----------- | ----------- |
| Hrvati    |             |             |             |
| Muslimani | 92          | 86          | 74          |
| Srbi      |             |             |             |
| ostali    |             |             | 1           |
| Ukupno    | 92          | 86          | 15          |